# Gabriele Kuby

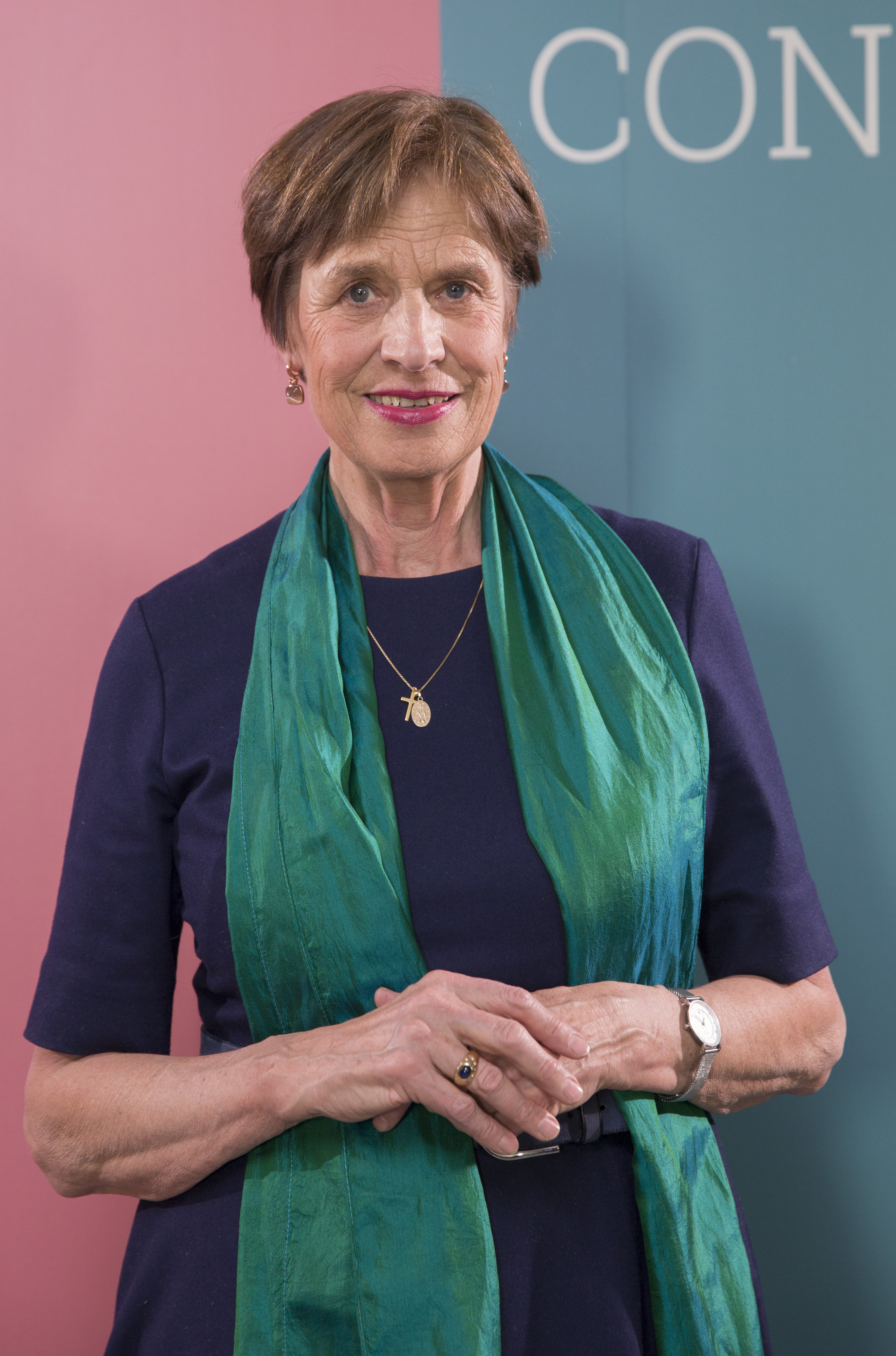
Gabriele Kuby (2018)

Gabriele Kuby (* 1944 in Konstanz) ist eine deutsche Publizistin und Übersetzerin. Ihre Thesen behandeln gesellschaftspolitische Positionen aus katholisch-konservativer Sicht, wie etwa die „Genderkritik“ sowie familienpolitische und (sexual-)pädagogische Themen.

## Leben und Werk

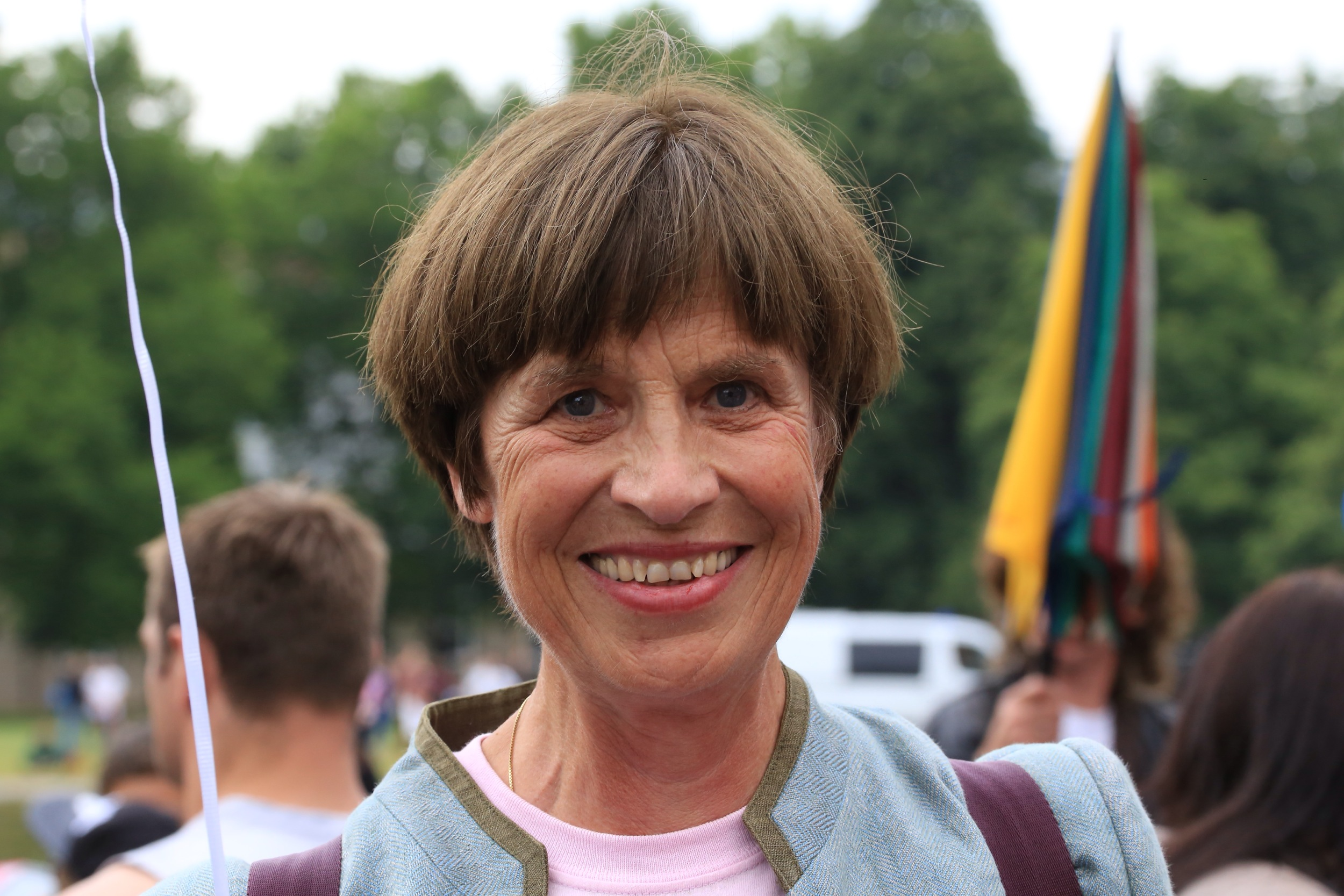
Gabriele Kuby (2014)

Gabriele Kuby ist die Tochter des Schriftstellers Erich Kuby und der Bildhauerin Edith Schumacher. Mütterlicherseits ist sie ein Enkelkind des Nationalökonomen Hermann Schumacher und eine Nichte des Ökonomen Fritz Schumacher sowie des Physikers Werner Heisenberg. Gabriele Kuby hat vier Geschwister, darunter der Autor Clemens Kuby. Im Alter von acht Jahren ließ sich Gabriele Kuby auf eigenen Wunsch evangelisch taufen.
Kuby wuchs in Weilheim in Oberbayern auf. Sie besuchte im Alter von vierzehn bis sechzehn Jahren ein englisches Internat. Von 1964 bis 1967 studierte sie an der Freien Universität Berlin Soziologie. Im Sommersemester 1967 setzte sie an der neugegründeten Universität Konstanz ihr Studium fort, das sie bei Ralf Dahrendorf mit dem Magister artium abschloss. Danach arbeitete sie für ein halbes Jahr am Fließband bei Agfa, bevor sie eine Anstellung als wissenschaftliche Planerin für das Sozialwissenschaftliche Eingangsstudium an der Universität Bremen erhielt.
Von 1974 bis 1976 besuchte Kuby die International Academy for Continuous Education in England. Deren Gründer John G. Bennett lehrte eine Mischung unterschiedlicher spiritueller Methoden aus den verschiedenen Weltreligionen. Als Kuby 1976 von England nach Deutschland zurückkehrte, bekam sie von der Zeitschrift GEO den Auftrag, über spirituelle Kommunen in den USA zu schreiben. Sie bereiste dazu ein halbes Jahr lang die USA.
Kuby arbeitete auch zwanzig Jahre lang als Übersetzerin und Dolmetscherin aus dem Englischen.
1979 heirateten Gabriele Kuby und Wolfgang Furth. Der Ehe entstammen drei Kinder. Nach der Trennung von ihrem Ehemann im Jahr 1996 konvertierte sie zum römisch-katholischen Glauben. Die Ehe wurde 1999 geschieden. Ihren eigenen Weg zum katholischen Glauben beschrieb sie in ihrem ersten Buch Mein Weg zu Maria – Von der Kraft lebendigen Glaubens.
Kuby arbeitet in ihren Themenbereichen als Vortragsrednerin, Seminarleiterin und Übersetzerin. Im Jahre 2010 nahm sie an der „Aktion Embryonenoffensive“ des Vereins „Durchblick“ im Saarland teil. Am 31. Oktober 2012 übergab sie im Rahmen einer Privataudienz im Vatikan an Papst Benedikt XVI. ihr Buch Die globale sexuelle Revolution – Zerstörung der Freiheit im Namen der Freiheit.
Am 10. und 11. September 2014 nahm Kuby, während der Ukraine-Krise, mit einem eigenen Referat am Moskauer Kongress „Große Familien und die Zukunft der Menschheit“ teil, auf dem offen homophobe, antidemokratische und souveränistische Positionen vertreten wurden.

## Mitgliedschaften und Funktionen
Gabriele Kuby ist Kuratoriumsmitglied im Forum Deutscher Katholiken.

## Positionen

### Konservatismus
Gabriele Kuby setzt sich für konservative und christlich-katholische gesellschaftspolitische Positionen ein, bei denen sie Positionen des kirchlichen Lehramts verteidigt.
In der Einhaltung von traditionellen sexuellen Normen sieht sie eine wichtige Existenzfrage des Christentums. Sie verteidigt den Zölibat. Den sexuellen Missbrauch von Kindern sieht sie als ein Problem der Gesellschaft und nicht als spezifisches Problem der römisch-katholischen Kirche. Die Thematisierung des Problems im Zusammenhang mit der Kirche in den Medien sei ein Versuch, „die Kirche in die Knie zu zwingen“.

### Haltung zur Keuschheit
Im August 2010 sprach Kuby auf dem Kongress Freude am Glauben in Fulda über das christliche Tugendkonzept der Keuschheit. Der Vortrag erschien in überarbeiteter Form in der Fachzeitschrift Theologisches. Kuby verteidigte die Tugend der Keuschheit gegen eine ihrer Ansicht nach zügellose und aufgeweichte Sexualmoral. Die Tugend der Keuschheit sei im Zuge der 68er-Bewegung, und danach, „entsorgt“ worden.

### Kritik an Verhütung und Schwangerschaftsabbrüchen
Im Bezug auf Empfängnisverhütung und Schwangerschaftsabbruch thematisiert sie den demografischen Wandel in Deutschland und bezeichnet die Deutschen als „sterbendes Volk“ und Deutschland als „Altersheim“.

### Kritik an Kinderkrippen
Kuby ist dagegen, dass Kinder unter drei Jahren in Kinderkrippen betreut werden, weil sie der Meinung ist, dies führe zu irreversiblen Bindungsschäden, die erst mit der Pubertät voll zum Ausbruch kämen. In Schweden habe laut Kuby die Kinderkrippenbetreuung dazu geführt, dass dort „jedes dritte Kind […] psychisch gestört“ sei. In diesem Zusammenhang kritisiert sie auch, dass das Bundesfamilienministerium Gender-Mainstreaming als wesentliche Aufgabe der Politik ansehe und demgegenüber die Förderung der Familien sowie Maßnahmen gegen die wachsende soziale und psychische Not von Kindern und Jugendlichen vernachlässige.

### Kritik an der Sexualpädagogik
Im Sommer 2007 warf Kuby in einem Aufsatz in der Jungen Freiheit der deutschen Bundesregierung und einigen Landesregierungen vor, mit Aufklärungsbroschüren wie Körper, Liebe, Doktorspiele Kinder vom frühesten Alter an zu „sexualisieren“ und in der Schule für schwul-lesbische Lebensweisen zu werben, womit eine Aufhebung der Geschlechterdifferenzierung zwischen Mann und Frau bezweckt werde.

### Haltung zur Homosexualität und Transgeschlechtlichkeit
Kuby hält nicht alle sexuellen Orientierungen für gleichwertig.
Kuby hält sich an die Einteilung von Antihomosexuellen und der Ex-Gay-Bewegung. Für sie sind Transgeschlechtlichkeit und Homosexualität sowohl eine sexuelle Orientierung als auch eine Störung der Geschlechtsidentität. Sie bezeichnete es als „Dammbruch“, dass die American Psychiatric Association (APA) Homosexualität im Erwachsenenalter im DSM-II seit 1973 nicht mehr als psychische Störung aufführt. Homosexualität und so bezeichnete Transsexualität standen bis dahin unter der Kategorie Sexual Deviations ‚Sexuelle Abweichungen‘, welche eine Unterkategorie von Personality Disorders and certain other Non-Psychotic Mental Disorders war.
Die Philosophin Petra Gehring warf Kuby vor, im Buch Die Gender Revolution eine „homophobe Polemik“ zu verwenden. Sie bezeichnet das Buch als ein Konglomerat von falschen Voraussetzungen, Fehlschlüssen und Ressentiments, inhaltlich als „befremdliche Mischung aus Schöpfungstheologie und dem szientifischen Naturalismus der Lebenswissenschaft“. Kuby entgegnete, Petra Gehring diffamiere sie mit dem „Schimpfwort ‚Homophobie‘“. 2009 unterzeichnete Kuby die Marburger Erklärung – Für Freiheit und Selbstbestimmung – gegen totalitäre Bestrebungen der Lesben- und Schwulenverbände.
Das erste Kapitel ihres 30-seitigen Traktats Gender – Eine neue Ideologie zerstört die Familie (4. Auflage 2014) richtet sich insbesondere gegen Judith Butler als Vordenkerin der Gender-Theorie.

### Harry Potter
Kuby veröffentlichte im Jahr 2002 ein erstes kritisches Buch zu Harry Potter, Harry Potter – Der globale Schub in okkultes Heidentum, im Jahr 2003 ein zweites, Harry Potter – gut oder böse? Nachdem Zweifel an der Haltung des Vatikans zu Harry Potter in den Medien auftauchten, schickte sie ihr erstes Buch an den damaligen Kardinal Joseph Ratzinger. In seinem Antwortschreiben schrieb er: „Es ist gut, dass Sie in Sachen Harry Potter aufklären, denn dies sind subtile Verführungen, die unmerklich und gerade dadurch tief wirken und das Christentum in der Seele zersetzen, ehe es überhaupt recht wachsen konnte.“ Nachdem Ratzinger zum Papst gewählt worden war, fand sein Urteil über Harry Potter weltweite Medienaufmerksamkeit.

## Auszeichnungen
- Das konservativ-evangelikale Wochenmagazin idea wählte sie 2008 zur Journalistin des Jahres.[1]
- Kirche in Not, ein weltweites Hilfswerk päpstlichen Rechts, verlieh Gabriele Kuby am 14. März 2015 den Pater-Werenfried-Preis.[38]

## Privates
Ihre Tochter Sophia Kuby ist ebenfalls als Fürsprecherin konservativer Tendenzen in der katholischen Kirche in der Öffentlichkeit aktiv.
Gabriele Kuby lebt in Rimsting in Oberbayern.

## Werke (Auswahl)
- Mein Weg zu Maria – Von der Kraft lebendigen Glaubens. Goldmann, München 1998, ISBN 3-442-33613-9.
  - Vollständig überarbeitete Taschenbuchausgabe: fe-medienverlag, Kißlegg 2005, ISBN 3-928929-82-8.
- Kein Friede ohne Umkehr – Wortmeldungen einer Konvertitin. Laudes Verlag, 2002, ISBN 3-00-010112-8.
- Harry Potter – Der globale Schub in okkultes Heidentum. fe-medienverlag, Kißlegg 2002, ISBN 3-928929-43-7.
- Harry Potter – gut oder böse?, Schwerpunkt: Band V. fe-medienverlag, Kißlegg 2003, ISBN 3-928929-54-2, polnisch: ISBN 83-89862-48-4.
- Ausbruch zur Liebe. Für junge Leute, die Zukunft wollen. fe-medienverlag, Kißlegg 2005, ISBN 3-928929-69-0, polnisch ISBN 978-83-60998-08-3.
- Die Gender-Revolution – Relativismus in Aktion. fe-medienverlag, Kißlegg 2006, ISBN 3-939684-04-X, polnisch ISBN 978-3-939684-04-6, ungarisch ISBN 978-963-662-207-7, italienisch ISBN 978-88-8272-423-8 und kroatisch ISBN 978-953-235-205-4.
- Verstaatlichung der Erziehung – Auf dem Weg zum neuen Gender-Menschen. fe-medienverlag, Kißlegg 2007, ISBN 978-3-939684-09-1.
- Only You – Gib der Liebe eine Chance. fe-medienverlag, Kißlegg 2009, ISBN 978-3-939684-51-0.
- Selbsterkenntnis: der Weg zum Herzen Jesu / Gabriele Kuby, fe-medienverlag, Kißlegg 2010, ISBN 978-3-939684-83-1.
- Die globale sexuelle Revolution – Zerstörung der Freiheit im Namen der Freiheit. fe-medienverlag, Kißlegg 2012, ISBN 978-3-86357-032-3.
- Gender – Eine neue Ideologie zerstört die Familie. fe-medienverlag, Kißlegg 2014, ISBN 978-3-86357-078-1.
- Propaganda – Oder der Mythos der Demokratie. Gerhard Hess Verlag, 2022, ISBN 978-3-87336-755-5.
- Fürchte dich nicht du kleine Herde. Wenn die Hirten mit den Wölfen tanzen. fe-medienverlag, Kißlegg 2023, ISBN 978-3-86357-384-3.

## Übersetzungen
- Michael O’Brien: Father Elijah. Roman. fe-medienverlag, Kißlegg 2008, ISBN 978-3-939684-32-9.
- Michael O’Brien: Die Apokalypse. Warnung, Hoffnung und Trost. fe-medienverlag, Kißlegg 2019, ISBN 978-3-86357-230-3.
- Maureen Garth: Der innere Raum – Neue Phantasiereisen für Kinder und Erwachsene. Aurum-Verlag, Braunschweig, ISBN 3-591-08403-4.
- Margret Thaler Singer, Janja Lalich: Sekten – Wie Menschen ihre Freiheit verlieren und wiedergewinnen können. Auer Verlag, ISBN 978-3-89670-015-5.